# Namiot Spotkania

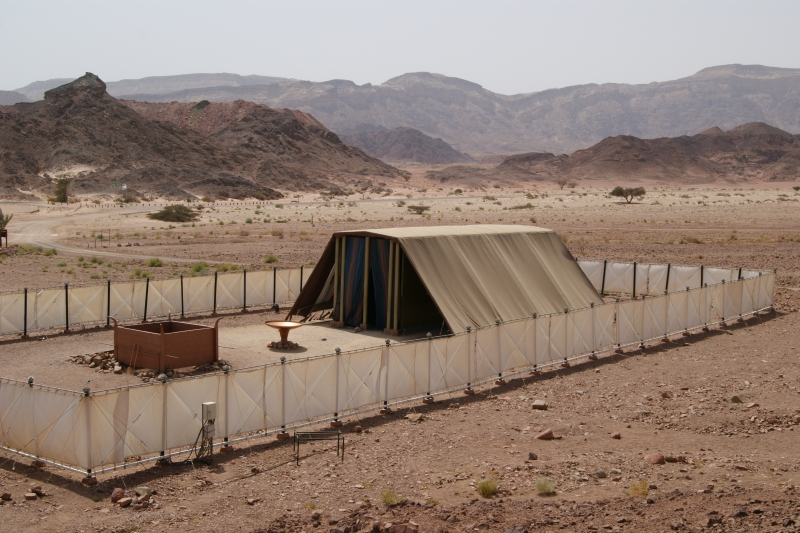
Próba rekonstrukcji Namiotu Spotkania w Timna Park, Izrael

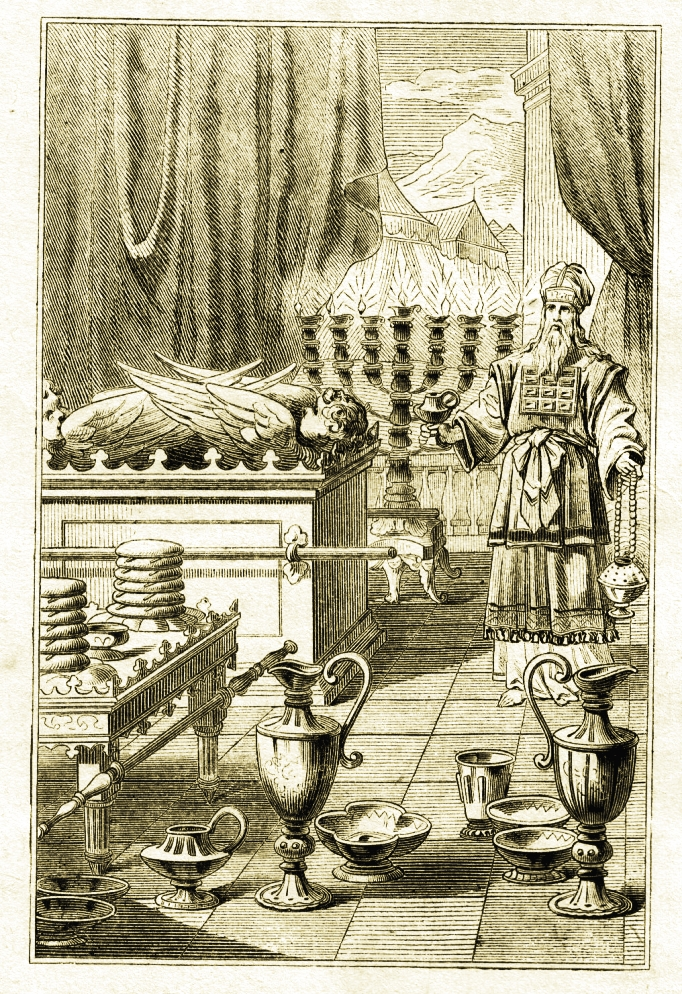
Przybytek Przymierza. Rycina ze schrobenhausenowskiego warsztatu
Carla Poellath

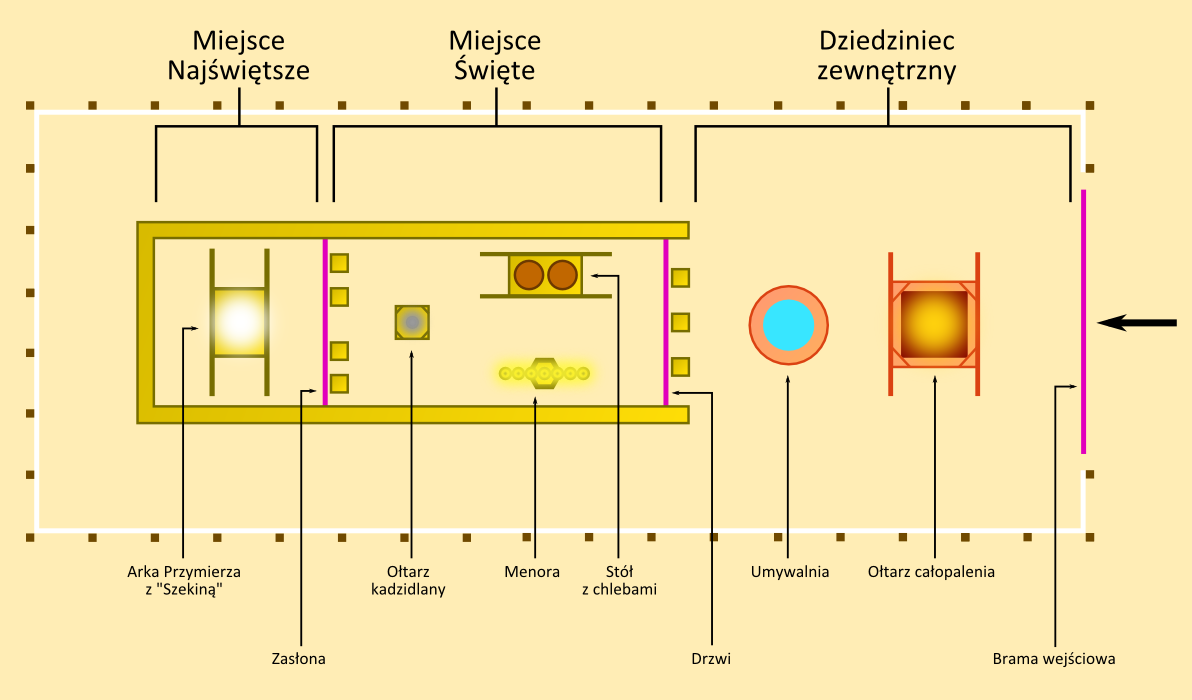
Schemat Przybytku Mojżeszowego

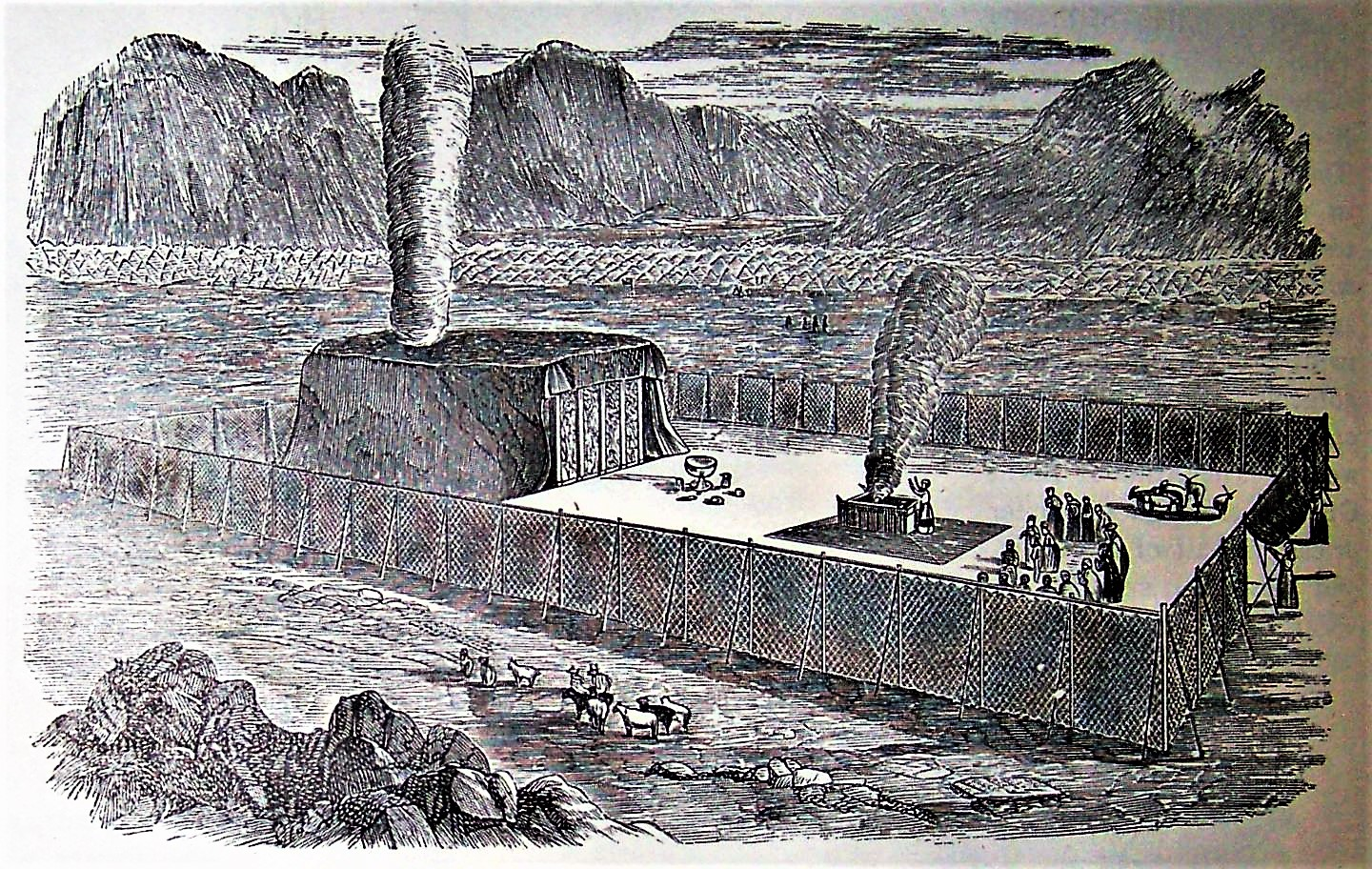
Przybytek Mojżeszowy. Rycina z 1890 w Holman Bible

Namiot Spotkania, Namiot Zgromadzenia (hebr. אוהל מועד, ’ōhel mô‘ēd), Mieszkanie, Przybytek (hebr. ‏משכן‎, Miškān, mieszkanie) – biblijne przenośne sanktuarium Izraelitów, którego używali podczas podróży przez pustynię, zbudowane przez Mojżesza jako miejsce kultu dla plemion hebrajskich w okresie wędrówki poprzedzającej ich przybycie do Ziemi Obiecanej. Jest odpowiednikiem Świątyni Jerozolimskiej, w której miała trwać Szechina, obecność Boga. Po wzniesieniu Świątyni Salomona w Jerozolimie w 950 r. p.n.e. Namiot Spotkania nie był już używany.

## Źródło terminu
Opis Namiotu Spotkania zajmuje dużą część Księgi Wyjścia. Pojawia się głównie w rozdziałach 25–40, a same szczegółowe instrukcje Boga dla Mojżesza dotyczące budowy i wyposażenia zawarte są w rozdziałach 25–31. Wielkość tego opisu ma, zdaniem teologów, duże znaczenie dla myśli teologicznej chrześcijaństwa. Namiot Spotkania ma być symbolem obecności Bożej pośród ludzi.

## Terminologia
Hebrajskie słowo miškān pochodzi od rdzenia škn, który w  formie podstawowej (qal) oznacza „zatrzymać się”, „zabawić”, „mieszkać” i było używane do określenia mieszkania w namiocie (np. Rdz 9,27; Sdz 9,11), jak również trwałego mieszkania (Rdz 35,22; 49,13), a często towarzyszyły mu podkreślenia rangi w postaci dodania określeń: „na wieki” lub „z pokolenia na pokolenie” (np. Ps 37, 27.29; Iz 34,17). W Księdze Wyjścia czasownik škn jest używany w opisie relacji Jahwe – Izrael i Jahwe – Mieszkanie. Słowo miškān powstało poprzez dodanie do czasownika škn prefiksu (preformatywy rzeczownikowej) mēm, co w języku hebrajskim często nadaje rzeczownikowi odczasownikowemu charakter miejsca. Termin miškān oznacza więc dosłownie „miejsce zamieszkania”, „mieszkanie”. Dla określenia rangi sanktuarium Boga Izraelici używali słów podniosłych, ale często także prostych, o znaczeniu emocjonalnym, np. bêt (dom) czy też miškān (mieszkanie). W obrocie świeckim czasownik miškān oznaczał zamieszkanie, np. w domu (Jr 9,18; 51,30; Hi 18,21) lub w namiocie (Lb 16,24.27; 24,5; Ez 25,4; Hi 21,28; Iz 54,2), a czasem także spoczęcie-zamieszkanie w grobowcu (Iz 22,16; Ps 49,12). W bloku tekstu Wj 25–40 termin miškān używany jest 58 razy, w bloku Lb 1–10 – 30 razy.
Jak w świeckim użyciu, tak i w odniesieniu do sanktuarium Jahwe, termin miškān oznacza mieszkanie w sensie trwałego pobytu. Księga Wyjścia mówi więc o trwałym zamieszkaniu Jahwe w sanktuarium na pustyni. Stary Testament używa tego samego określenia w odniesieniu do Świątyni Jerozolimskiej. Ta stała obecność, zadomowienie się, jest interpretowane jako łaska Jahwe okazana Izraelowi.
Septuaginta nie podąża za hebrajskim źródłosłowem, ale oddaje słowo miškān (może ze względu na podobieństwo brzmieniowe) terminami o znaczeniu „namiot”: σκηνή (ok. 106 razy) lub σκήνωμα (17 razy). Tłumacz Wulgaty użył słowa tabernaculum („namiot”, „chata”). W źródle kapłańskim termin zarezerwowany jest dla świętego Namiotu. Termin ’ōhel mô‘ēd (Namiot Spotkania) pojawia się w księgach kapłańskich ok. 130 razy, a w tekście masoreckim łącznie ok. 146 razy (Lb – 56, Kpł – 43, Wj – 34, 2 Krn – 4, 1 Krn – 3, Pwt – 2, Joz – 2, 1 Sm – 2, 1 Krl – 1).
Termin ’ōhel (namiot) pochodzi od rdzenia ’hl, spotykanego w prawie wszystkich językach semickich. W języku hebrajskim oznacza pomieszczenie (dla nomadów, podróżnych, plemion pustynnych, pasterzy oraz żołnierzy) wykonane ze skór i tkanin z koziej sierści. Może stanowić schronienie dla pojedynczej osoby, grupy z pokoleń izraelskich lub z narodów i pokoleń obcych. W księgach Starego Testamentu termin ’ōhel występuje 340 razy.
Rzeczownik mô‘ēd pochodzi etymologicznie od rdzenia (czasownik) jā‘ad, który w formie podstawowej ma znaczenie „określać”, „oznaczać”, „wyznaczyć”, „ustalić”, „przeznaczyć”, „skierować”. W rezultacie mô‘ēd oznacza „spotkanie”, „zebranie”, „zgromadzenie”, „rada”, „święto”, a także spotkanie wspólnoty, ludu wokół sanktuarium.
Zgodnie z przekazem biblijnym ’ōhel mô‘ēd (Namiot Spotkania) był miejscem umówionego, rzeczywistego spotkania Mojżesza z Bogiem Jahwe, także spotkania całego ludu Izraela lub poszczególnych jego grup czy członków z Jahwe. Termin ten oznacza „Namiot Spotkania Jahwe z Izraelem” lub „Namiot Spotkania Jahwe z Mojżeszem”. Niewielka część uczonych tłumaczy rozumie ’ōhel mô‘ēd jako „Namiot Zwołania” czy „Namiot Zgromadzenia”. Nieco inaczej termin ten tłumaczy Septuaginta – prawie zawsze jako σκηνη τού μαρτυρίου (skēnē tû martyriû), czyli „namiot świadectwa”. Wulgata oddaje ten termin jako tabernaculum testimonii (w Lb jako tabernaculum foederis), czyli „Namiot świadectwa”.
W Księdze Wyjścia można też spotkać dwa inne terminy używane na określenie zbudowanego przez Mojżesza sanktuarium: miqdāš (Wj 25,8) i qōdeš (Wj 29,30; 35,19; 36,1.3.4.6), a rozumiane jako „miejsce święte”. Obydwa pochodzą od czasownika qādaš, który w formie podstawowej oznacza „być świętym”, „nietykalnym”, „poświęconym”.
Przekłady obcojęzyczne używają tłumaczenia miškān jako „mieszkanie” (niemieckie „Wohnung”, „Wohnstätte”, angielskie „dwelling”).

## Lokalizacja powstania Namiotu Spotkania
Według Biblii Namiot Spotkania został skonstruowany w czasie wędrówki Izraelitów z Egiptu do Ziemi Obiecanej pod górą Synaj, na półwyspie Synaj przez Besaleela na polecenie Mojżesza. Bibliści wskazują, że literatura starożytnego Wschodu ukazywała budowę sanktuariów jako aktu zawsze zależnego od Boga – nie tylko w zakresie samej woli i nakazu budowy, ale również w zakresie koncepcji architektonicznej świątyni, wymiarów czy wyposażenia. Według opisu biblijnego Namiot Spotkania miał zostać skonstruowany na podstawie Bożych instrukcji (Wj 26,1–37), a zgodnie z przekazem haggady – według wzoru, który Mojżesz zobaczył w niebie, z użyciem materiałów złożonych przez Izraelitów jako danina (Wj 25,1-8). Powstał jako przenośne sanktuarium Boga Izraelitów – Jahwe. 
Izraelici dotarli do stóp góry Synaj w trzecim miesiącu po wyjściu z Egiptu (Wj 19,1). Zatrzymali się tam na rok (Lb 9,11). Ten rok należał do najbardziej znaczących okresów w religijnej historii Izraela.

## Budowa i konstrukcja Namiotu Spotkania
Całość sanktuarium zajmowała ogrodzony, prostokątny plac o wymiarach 100 × 50 kubitów. Według opisu biblijnego sanktuarium składało się z dużego dziedzińca i Namiotu Spotkania, zaś przybytek właściwy z Miejsca Świętego i Miejsca Najświętszego (Święte Świętych), w którym spoczywała Arka Przymierza. Namiot Spotkania rozstawiany był pośrodku obozowiska Izraelitów. Od strony wschodniej ustawiali swoje namioty kapłani, a od pozostałych stron wokół sanktuarium rozkładali swoje namioty lewici, którzy transportowali elementy podczas wędrówki. Dalej swoje namioty ustawiali – w ustalonej kolejności – członkowie poszczególnych pokoleń izraelskich.
Sanktuarium ustawiano na prostokątnym terenie o wymiarach 100 × 50 kubitów. Wejście, o szerokości 20 kubitów, ulokowane było na krótszym boku.  
Opis biblijny może stanowić odwzorowanie planu i założeń późniejszej Świątyni Jerozolimskiej. Samo sanktuarium używane na pustyni mogło mieć znacznie prostszy kształt.

### Przybytek właściwy
Układ konstrukcyjny Namiotu Spotkania był wykonany z pokrytych złotem desek z drewna akacjowego. Deski miały wymiary 10 łokci × 1,5 łokcia. Czterdzieści z tych desek było osadzone w srebrnych podstawach i było połączonych srebrnymi czopami. Deski te tworzyły szczelne ogrodzenie z trzech stron: od południa, od zachodu (z tyłu sanktuarium) i od północy (ww. 18–23). Strona wschodnia nie była wykonana z desek, ale jedynie z zasłony. Deski były łączone za pomocą poprzeczek wykonanych z drzewa akacjowego i także pokrytych złotem.
Namiot Spotkania był pokryty dziesięcioma gobelinowymi brytami trójkolorowego bisioru najwyższej jakości, ozdobionymi cherubinami. W tkaninie dominowały odcienie barwy czerwonej: fioletowy i czerwona purpura, karmazyn. Każdy z tych brytów miał taki sam wymiar (28 łokci długości i 4 łokcie szerokości). Każde pięć tkanin było połączone razem ze sobą. Na krawędziach tych dwóch scalonych tkanin przyszyto po 50 wstążek i złotych kółek. Służyły one do wiązania tkanin w całość – miało to ułatwić przenoszenie i składanie Namiotu w poszczególnych miejscach pobytu.
Od góry Namiot Spotkania był pokryty poszyciem wykonanym z jedenastu, połączonych ze sobą skór kozich (lub pasów tkaniny wytworzonej z koziej sierści), nakrytych barwionymi na czerwono skórami baranimi, na których z kolei układano warstwę ze skór zwierząt określanych hebrajską nazwą tachasz (być może delfinów, borsuków bądź fok).
Wnętrze tak wykonanego namiotu było podzielone na dwa pomieszczenia. Pomieszczenie zewnętrzne było „miejscem świętym”, w którym ustawiony był ołtarz kadzidlany, od strony północnej stół (šulhān) z drewna akacjowego, na którym układano chleby pokładne, a od strony południowej menora. 
Między ołtarzem a Świętym Świętych ustawiane było duże naczynie (kār – pochodzi od rdzenia, który wskazującego na „czynienie okrągłym” lub na „okrągły przedmiot”, czyli: garnek, dzbanek, miednicę, kadź) służące do rytualnych oczyszczeń przez kapłanów rąk i nóg (Wj 30,19; 40,31) przed przystąpieniem do sprawowania funkcji kultowych. Owa kadź była wykonana „z brązu, z podstawą również z brązu, wykonaną z lusterek kobiet pełniących służbę przy wejściu do namiotu” (Wj 38,8).
Wewnętrzne pomieszczenie – „miejsce najświętsze” (Święte Świętych) – było uważane za rzeczywiste miejsce zamieszkania Boga Jahwe, który w sposób niewidzialny spoczywał na tronie nad złotą płytą znajdującej się na Arce Przymierza, w której złożone były tablice Dziesięciu Przykazań. We wnętrzu Namiotu Spotkania były ustawione cztery słupy z drewna akacjowego, pokryte złotem. Na tych słupach, za pomocą złotych kółek rozwieszona była pārōket – bogato zdobiona zasłona chroniąca Arkę Przymierza. 
Wejście do Namiotu Spotkania było przysłaniane wielobarwną, bogato haftowaną zasłoną. Zasłona ta była zawieszona na pięciu słupach z drewna akacjowego, pokrytych złotem. Podstawy tych słupów były wykonane z brązu.

### Dziedziniec
Namiot Spotkania był otoczony dziedzińcem (hāsēr), uznawanym za integralną część sanktuarium. Był on miejscem poświęconym, w którym organizowano publiczne ceremonie. W czasie uroczystości w części położonej bliżej wejścia gromadzili się wierni przynoszący ofiarę lub zgromadzenia przychodzące na uroczystość. Pozostała część dziedzińca służyła dla kapłanów i lewitów. Dziedziniec był ogrodzony płóciennymi zasłonami i miał kształt dwóch przylegających do siebie placów. Pośrodku zachodniego placu, w wewnętrznym sanktuarium, znajdowała się Arka Przymierza. W centrum wschodniego placu stał ołtarz całopalenia, w pobliżu stała miska z wodą używaną przez kapłanów do rytualnych ablucji.

## Egzegeza opisu Namiotu Spotkania
W analizach i porównaniach obrazu biblijnego Namiotu Spotkania przewija się starożytna idea postrzegania świątyni jako obrazu świata – „imago mundi”. Skłaniający się ku niej egzegeci wykazywali nieco zróżnicowane tonacje interpretacyjne. Erhard Blum, teolog protestancki, nazywa Namiot Spotkania „stworzeniem w stworzeniu” („Schöpfung in der Schöpfung”), Bernd Janowski – także protestancki teolog – „nowym stworzeniem” („Neuschöpfung”), a katolicki teolog Peter Weimar określa Namiot jako „dopełnienie dzieła stworzenia”, „ukończenie dzieła stworzenia” („Vollendung”). Amerykański badacz Biblii hebrajskiej, profesor studiów żydowskich w Harvard Divinity School Jon D. Levenson rozwinął tę myśl wskazując, że Świątynia Jerozolimska była postrzegana jako mikrokosmos i stanowiła wyobrażenie stworzenia. A skoro  w teologii kapłańskiej świątynia jest rozumiana jako imago mundi i istota wszechświata, to Namiot Spotkania na pustyni musiał stanowić przypomnienie stworzenia świata, jako odbicie dzieła stwórczego.
Taki sposób postrzegania Namiotu Spotkania jako obrazu świata był także obecny już poglądach starożytnych autorów, w tym pisarzy żydowskich, co dokumentuje, że pogląd ten znała ówczesna tradycja żydowska. Koncepcję Kosmicznego symbolu świata dostrzegał Filon z Aleksandrii (O życiu Mojżesza 2, 72), a Józef Flawiusz, opisując w Dawnych dziejach Izraela architekturę i wyposażenie Przybytku, rozwijał uwagi o symbolicznym znaczeniu samej budowli, kształtów, barw czy strojów kapłańskich, podsumowując: „Jeśli tylko obejrzy te przedmioty bez uprzedzeń, rozumnie, to dostrzeże, iż każdy z nich zamierzony jako naśladowanie i wyobrażenie wszechświata” (III, 6, 4.7). Paralela między Namiotem Spotkania, a stworzeniem była dobrze rozpoznawalna także w późniejszych komentarzach żydowskich. 
Zdaniem biblisty Marcina Majewskiego możliwa jest interpretacja, że użyte w Prologu Ewangelii Jana (J 1,14) sformułowanie „Słowo (...) rozbiło namiot między nami” (εσκηνωσεν εν ημίν) stanowi odniesienie do starotestamentowych opowiadań o Namiocie Spotkania.

### Namiot Spotkania jako odwzorowanie
Źródłowe teksty biblijne podkreślają, że ranga sanktuarium, budowa, koncepcja architektoniczna (wraz z wymiarami i detalami), a nawet wyposażenie wynikały z wielokrotnie podkreślanego Bożego pochodzenia planów i samego procesu budowy. Namiot Spotkania nie był już rozumiany wyłącznie jako imago mundi, ale jako ziemskie naśladownictwo modelu nadziemskiego, objawionego Mojżeszowi podczas jego długiego pobytu na górze Horeb w obecności Bożej: „Wszystko zaś dokładnie wykonacie według wzoru Mieszkania i według wzoru jego sprzętów, jaki ci ukażę” (Wj 25,9); „Uważaj zaś pilnie, aby go [świecznik] wykonać według wzoru, jaki ukazano ci na górze” (Wj 25,40); „Postawisz Mieszkanie według wzoru, jaki ukazano ci na górze” (Wj 26,30); „Uczynisz go [ołtarz całopalenia] z desek, tak, aby był wydrążony wewnątrz, według wzoru, jaki ci ukazałem na górze” (Wj 27,8). Boskie polecenie było motorem działania: „Wszystko to winni uczynić zgodnie z tym, jak ci przykazałem” (Wj 31,11b).
Opis Bożego rozkazu i dokładnego jego wypełniania przez Mojżesza znajduje także odzwierciedlenie w Księdze Ezechiela, w której kapłan i prorok Ezechiel otrzymuje dokładne instrukcje dotyczące budowy pierwszej świątyni Izraela. Podobnie jak Mojżesz (na górze Horeb), także Ezechiel, postawiony na wysokiej górze, ma wizję anioła, który instruuje go w zakresie woli Bożej: „Synu człowieczy, popatrz oczami i słuchaj uszami, i dokładnie uważaj, co będę ci ukazywać, albowiem zostałeś tu przyprowadzony po to, abyś to widział. Oznajmij domowi Izraela wszystko, co zobaczysz” (Ez 40, 4). Później otrzymuje, równie precyzyjne jak Mojżesz, wskazówki dotyczące elementów przyszłej świątyni. W Izraelu świadomość boskiego pochodzenia sanktuarium przetrwała przez wieki. W kulturze judaistycznej przetrwała też świadomość podobieństwa Mieszkania Boga Jahwe w pustynnym obozie Izraelitów i świątyni z Księgi Ezechiela. W obu sanktuariach Boża obecność stanowiła centrum kosmosu.
Kwestia podobieństw powodowała, że powstawały hipotezy o istnieniu Namiotu Spotkania jedynie jako projekcji Świątyni Jerozolimskiej rzuconej w czasy Eksodusu. Hipotezę wzmacniała kwestia niejasnej datacji biblijnych opisów Namiotu Spotkania. Także od połowy XIX w. znaczna część egzegetów twierdzi, że prawny materiał zawarty w Księdze Wyjścia, Kapłańskiej i Liczb jest najmłodszą warstwą Pięcioksięgu.
Najczęściej data zredagowania tzw. materiału kapłańskiego jest określana na okres powygnaniowy, ale sam wyjściowy materiał datowany jest w sposób zróżnicowany. Egzegeci katoliccy i protestanccy w większości datują materiał kapłański na okres niewoli lub po powrocie z niewoli babilońskiej, a egzegeci żydowscy na okres przedwygnaniowy. Tradycja istnienia sanktuarium w formie Namiotu Spotkania występuje także wielu miejscach Biblii (np. Wj 33,7–11; Pwt 31,14n; Ps 78,60; 2 Sm 7,6), starszych od materiału kapłańskiego, utrwalonych pismem najprawdopodobniej jeszcze czasów Pierwszej Świątyni, a więc przed niewolą babilońską, ale zredagowana została później (VI–V w. p.n.e.) przez kapłanów w okazałej formie.
Argumentami przemawiającymi przeciw hipotezie o istnieniu Namiotu Spotkania jedynie jako projekcji Świątyni Jerozolimskiej rzuconej w czasy Exodusu są wnioski wynikającymi z analizy tekstu. Tradycja kapłańska nigdy nie wspomina nawet ani o prognozowanej, docelowej Świątyni, ani o świętym mieście, Jerozolimie. Poszczególne tradycje Pięcioksięgu wskazują na konkretne miejscowości (np. Betel), ale pismo kapłańskie nie planuje takiego miejsca na ziemi. Przestrzenią, w której może znajdować się Boża obecność, jest jedynie Mieszkanie, a nie jakaś lokalizacja w jednym, wybranym na ziemi miejscu, które miałoby zastąpić Namiot Spotkania. Brak takich wzmianek oraz fakt, że w źródle kapłańskim Namiot Spotkania nigdy nie był określany kategorią świątyni/Domu Bożego, jak to miało miejsce w odniesieniu do Świątyni Jerozolimskiej, każą wątpić w wiarygodność tej hipotezy. Zdaniem części egzegetów, mimo iż opis Namiotu Spotkania jest wyidealizowany, to wykazuje mocne nawiązanie do starożytnych autentycznych semickich sanktuariów-namiotów.
Istnienie opisów Namiotu Spotkania nie tylko w tradycji kapłańskiej Pięcioksięgu, ale także kontynuacja tej tradycji w księgach historycznych Biblii, a także fakt istnienia na starożytnym Bliskim Wschodzie analogicznych, starszych nawet niż czas Mojżesza, sanktuariów stanowią potwierdzenie istnienia tego typu sanktuarium w czasach Mojżesza. To pozwala na przyjęcie, że kapłański opis Namiotu Spotkania w Księdze Wyjścia nie jest projekcją Świątyni Jerozolimskiej rzuconej w czasy Exodusu, ale typowym (dla szkoły kapłańskiej) sposobem przekazu tradycji.